# Lactuca rechingeriana
Lactuca rechingeriana là một loài thực vật có hoa trong họ Cúc. Loài này được (Tuisl) N.Kilian & Greuter mô tả khoa học đầu tiên năm 2006.